# Kōji Sotomura
Kōji Sotomura (外村康二?, Sotomura Kōji; Onomichi, 23 gennaio 1958) è un ex ginnasta giapponese, vincitore di due medaglie di bronzo ai Giochi olimpici di Los Angeles 1984.
È padre del trampolinista Tetsuya Sotomura.

## Palmarès
| Anno | Manifestazione  | Sede        | Evento           | Risultato | Prestazione | Note |
| ---- | --------------- | ----------- | ---------------- | --------- | ----------- | ---- |
| 1983 | Mondiali        | Budapest    | Concorso squadre | Bronzo    | 588.85      |      |
| 1984 | Giochi olimpici | Los Angeles | Corpo libero     | Bronzo    | 19.700      |      |
| 1984 | Giochi olimpici | Los Angeles | Concorso squadre | Bronzo    | 586.700     |      |